# Problème de Rayleigh
 (avril 2024).
Le problème de Rayleigh, également connu sous le nom de premier problème de Stokes, consiste à trouver une solution aux équations de la dynamique des fluides visqueux dans la situation particulière où, à l'instant initial, une plaque infiniment étendue est mise en mouvement à vitesse constante, parallèlement à elle-même. Ce problème est associé à deux grands physiciens du XIXe siècle que sont Lord Rayleigh et Sir George Stokes. Le problème de Rayleigh est particulièrement important parce qu'il s'agit de l'un des problèmes instationnaires les plus simples ayant une solution exacte aux équations de Navier-Stokes. La mise en mouvement brusque d'une plaque semi-infinie a également été étudié par Keith Stewartson.

## Description du problème
Dans un espace 3d infini et rempli d'un fluide incompressible et visqueux initialement au repos, on considère une plaque infiniment étendue, modélisée par un plan infiniment mince, situé à position {\displaystyle y=0}. Cette plaque est mise brusquement en mouvement de translation à vitesse constante {\displaystyle U} le long de l'axe {\displaystyle x}, parallèle à la plaque. La plaque en mouvement va entraîner un transfert de quantité de mouvement au fluide qui l'entoure;  on cherche une solution des  équations de Navier-Stokes incompressibles , qui décrit le mouvement du fluide:
{\displaystyle {\frac {\partial u}{\partial t}}=\nu {\frac {\partial ^{2}u}{\partial y^{2}}}}
où {\displaystyle \nu } est la viscosité cinématique. Les conditions initiales et la condition de non-glissement du fluide sur la paroi s'écrivent:
{\displaystyle u(y,0)=0,\quad u(0,t>0)=U,\quad u(\infty ,t>0)=0,}
la dernière condition est une condition aux limites qui traduit le fait que loin de la plaque, on ne ressent plus le mouvement de celle-ci. L'écoulement étant uniquement dû au mouvement de la plaque, il n'y a pas de gradient de pression imposé.

### Solution auto-similaire
L'équation aux dérivées partielles ci-dessus est une équation de diffusion de la quantité de mouvement du fluide, diffusion dans la direction orthogonale à la direction du mouvement. On peut adopter la même méthode de résolution que pour l'équation de la chaleur, en faisant le changement de variable suivant 
{\displaystyle \eta ={\frac {y}{\sqrt {\nu t}}},\quad f(\eta )={\frac {u}{U}}}
on obtient une équation différentielle ordinaire
{\displaystyle f''+{\frac {1}{2}}\eta f'=0}
avec les conditions aux limites
{\displaystyle f(0)=1,\quad f(\infty )=0}
La solution au problème ci-dessus peut être écrite de manière concise grâce à la fonction d’erreur complémentaire
{\displaystyle u=U\mathrm {erfc} \left({\frac {y}{\sqrt {4\nu t}}}\right)}
La force par unité de surface exercée par le fluide sur la plaque est
{\displaystyle F=\mu \left({\frac {\partial u}{\partial y}}\right)_{y=0}=-\rho {\sqrt {\frac {\nu U^{2}}{\pi t}}}}

## Mouvement arbitraire de la plaque
Au lieu de mettre la plaque en mouvement à l'instant initial de manière brusque (la vitesse pas instantanément de {\displaystyle 0} à {\displaystyle U}), on considère que la vitesse de la plaque peut être une fonction arbitraire du temps, c'est-à-dire : {\displaystyle U=f(t)}. La solution du problème est alors donnée par 
{\displaystyle u(y,t)=\int _{0}^{t}{\frac {f(\tau )}{2{\sqrt {\pi \nu }}}}{\frac {y}{(t-\tau )^{3/2}}}e^{-{\frac {y^{2}}{4\nu (t-\tau )}}}d\tau .}

## Le problème de Rayleigh en géométrie cylindrique
En complément du problème de Rayleigh original, on considère la mise en mouvement d'un cylindre au lieu d'une plaque.

### Cylindre en rotation
Considérons un cylindre infiniment long de rayon {\displaystyle a} que l'on met en mouvement de rotation autour de son axe de révolution à {\displaystyle t=0} avec la vitesse angulaire {\displaystyle \Omega }. Alors la vitesse angulaire ou orthoradiale dans le fluide est donnée par
{\displaystyle v_{\theta }(r,t)={\frac {a\Omega }{2\pi i}}\int _{-i\infty }^{i\infty }{\frac {K_{1}(r{\sqrt {s/\nu }})}{K_{1}(a{\sqrt {s/\nu }})}}e^{st}{\frac {ds}{s}}}
où {\displaystyle K_{1}} est la fonction de Bessel de deuxième espèce. Lorsque {\displaystyle t\rightarrow \infty }, la solution se rapproche de celle du mouvement de rotation uniforme. La force par unité de surface exercée par le fluide sur le cylindre est
{\displaystyle F=\mu \left({\frac {\partial v_{\theta }}{\partial r}}-{\frac {v_{\theta }}{r}}\right)_{r=a}={\frac {\rho a^{2}\Omega }{t}}e^{-{\frac {a^{2}}{2\nu t}}}I_{0}\left({\frac {a^{2}}{2\nu t}}\right)-2\mu \Omega }
où {\displaystyle I_{0}} est la fonction de Bessel de première espèce.

### Cylindre en translation le long de son axe
On dispose également d'une solution analytique lorsque le cylindre glisse le long de son axe à vitesse constante {\displaystyle U}. Si l'on considère que l'axe du cylindre est dans {\displaystyle x} direction, alors la solution est donnée par
{\displaystyle u(r,t)={\frac {U}{2\pi i}}\int _{-i\infty }^{i\infty }{\frac {K_{0}(r{\sqrt {s/\nu }})}{K_{0}(a{\sqrt {s/\nu }})}}e^{st}{\frac {ds}{s}}.}

## Voir également
- Problème de Stokes